# Parc national de la rivière Avon
Le parc national de la rivière Avon ou Avon Valley National Park est un parc naturel de 44 km2 situé dans le Sud de l'Australie-Occidentale, à 50 km au nord-est de Perth, la capitale de l'État.

## Site et situation
Ce parc, dans la Darling Range est entaillé par la rivière Avon, au débit très variable en saison des pluies, qui le traverse du nord-est au sud-ouest.

## Faune et flore
Il offre de beaux paysages, une flore abondante et variée, et de nombreux animaux y sont toujours présents : kangourous, émeus, et d'autres y ont été réintroduits : le wallaby des rochers, le bandicoot brun du sud (ou quenda) et le bettong.

## Renseignements pratiques

### Accès et transports
L'entrée est accessible par la Monrangup Road, à environ 30 km de la ville la plus proche, Toodyay. Les routes à l'intérieur du parc sont non goudronnées.

### Tourisme
L'entrée dans le parc est payante (13 dollars par véhicule, par jour). Cinq sites de camping permettent de dormir au sein du parc. Il existe plusieurs sentier non balisés permettant de faire des randonnées.

## Galerie

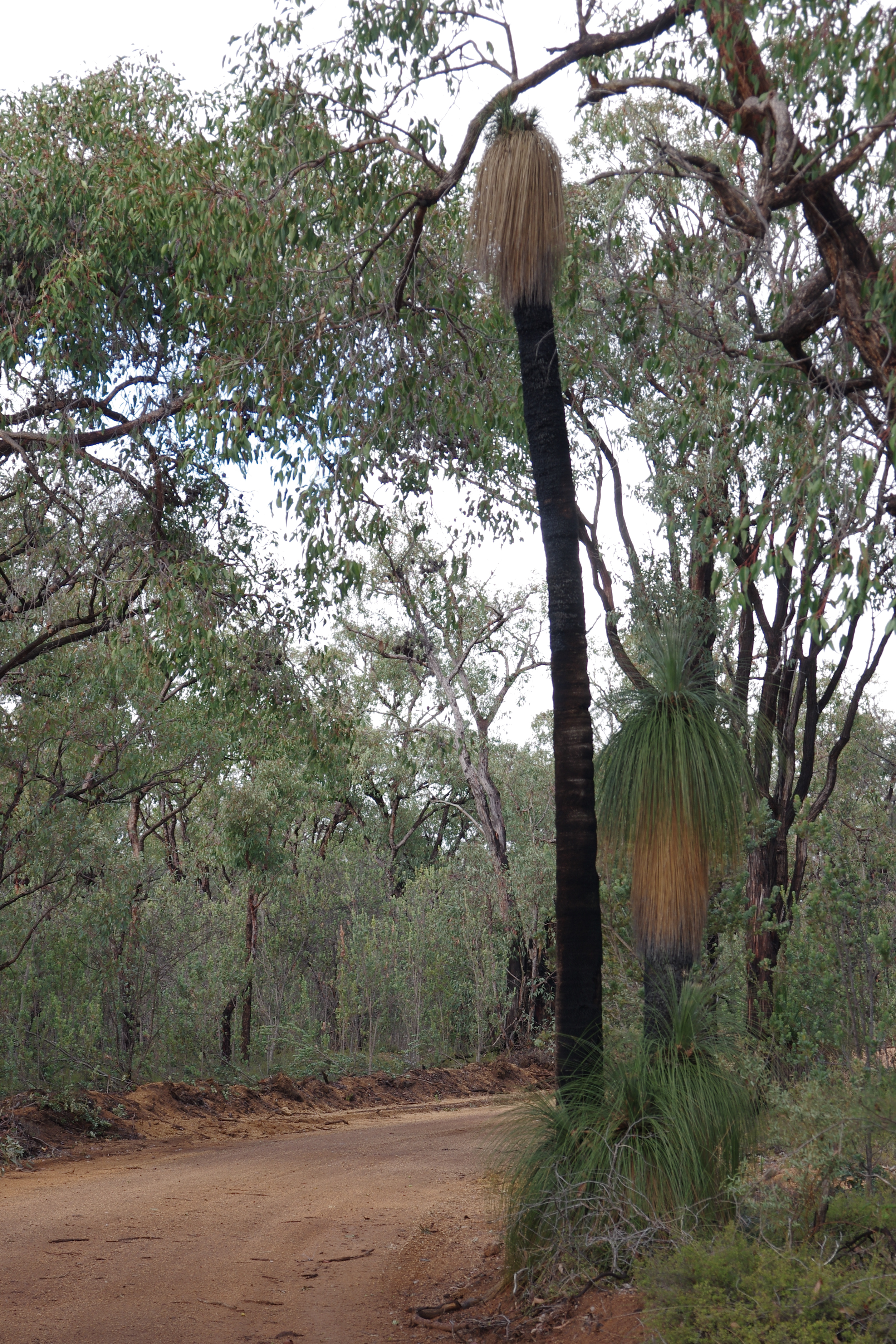
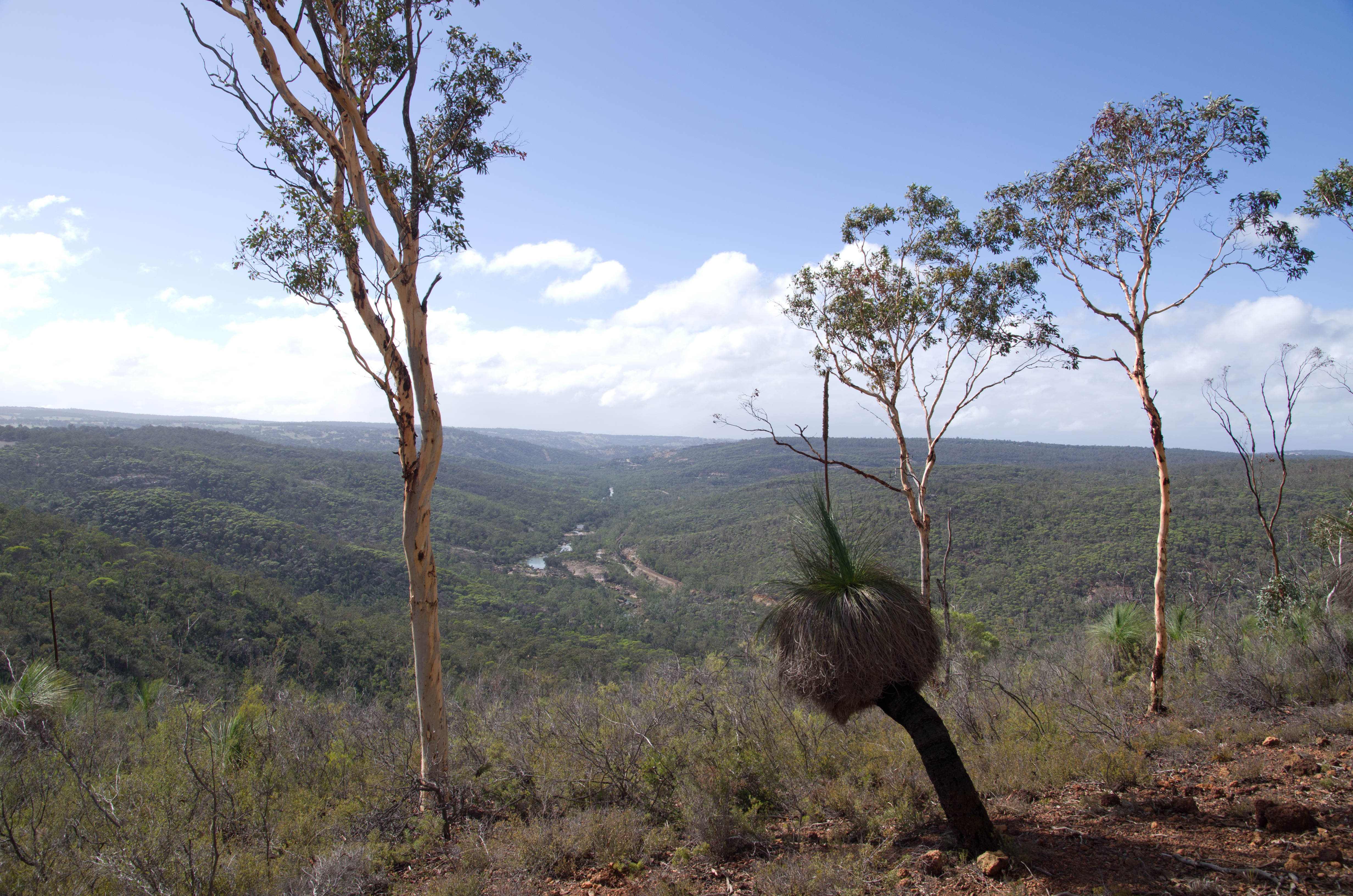
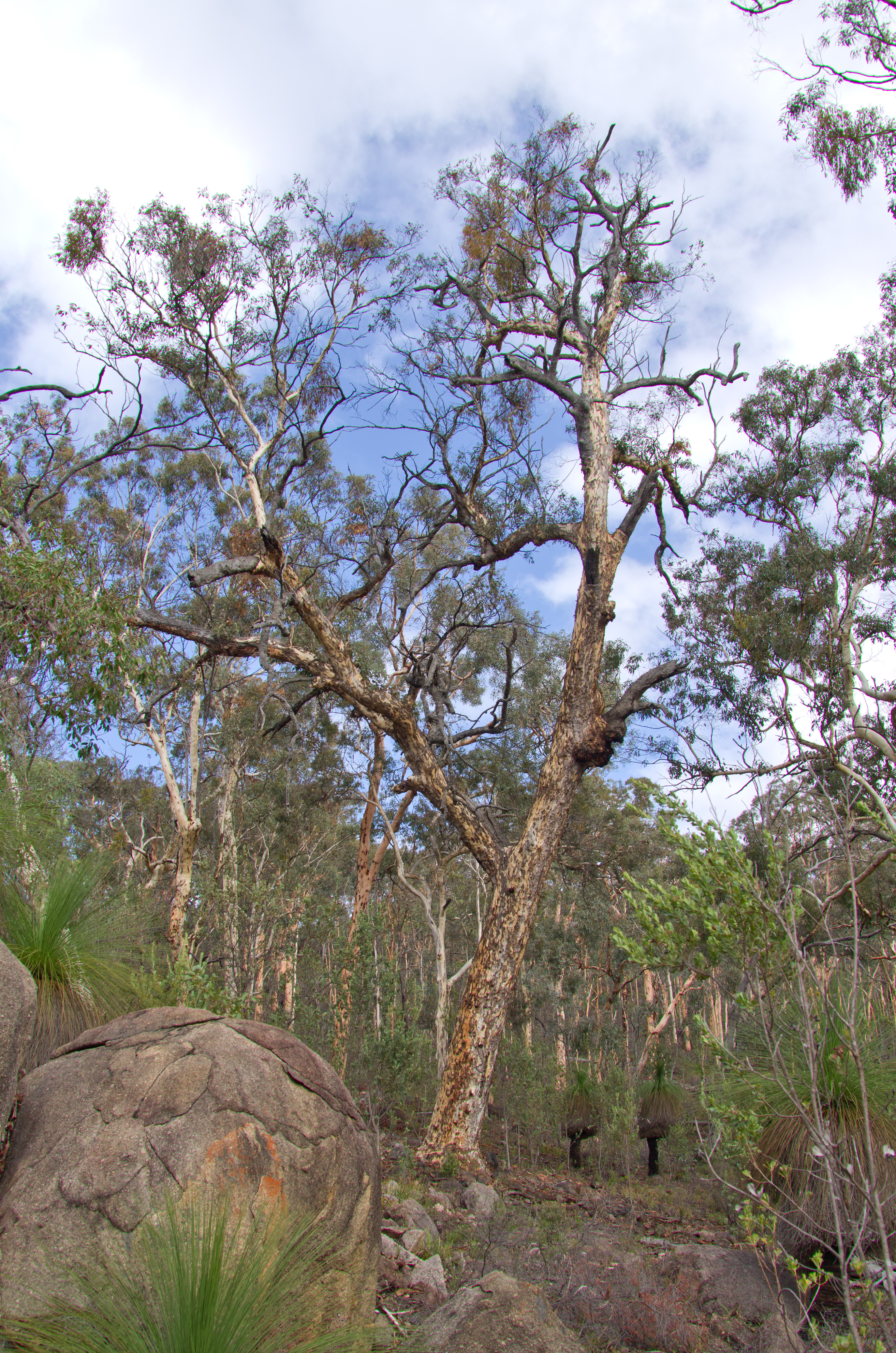
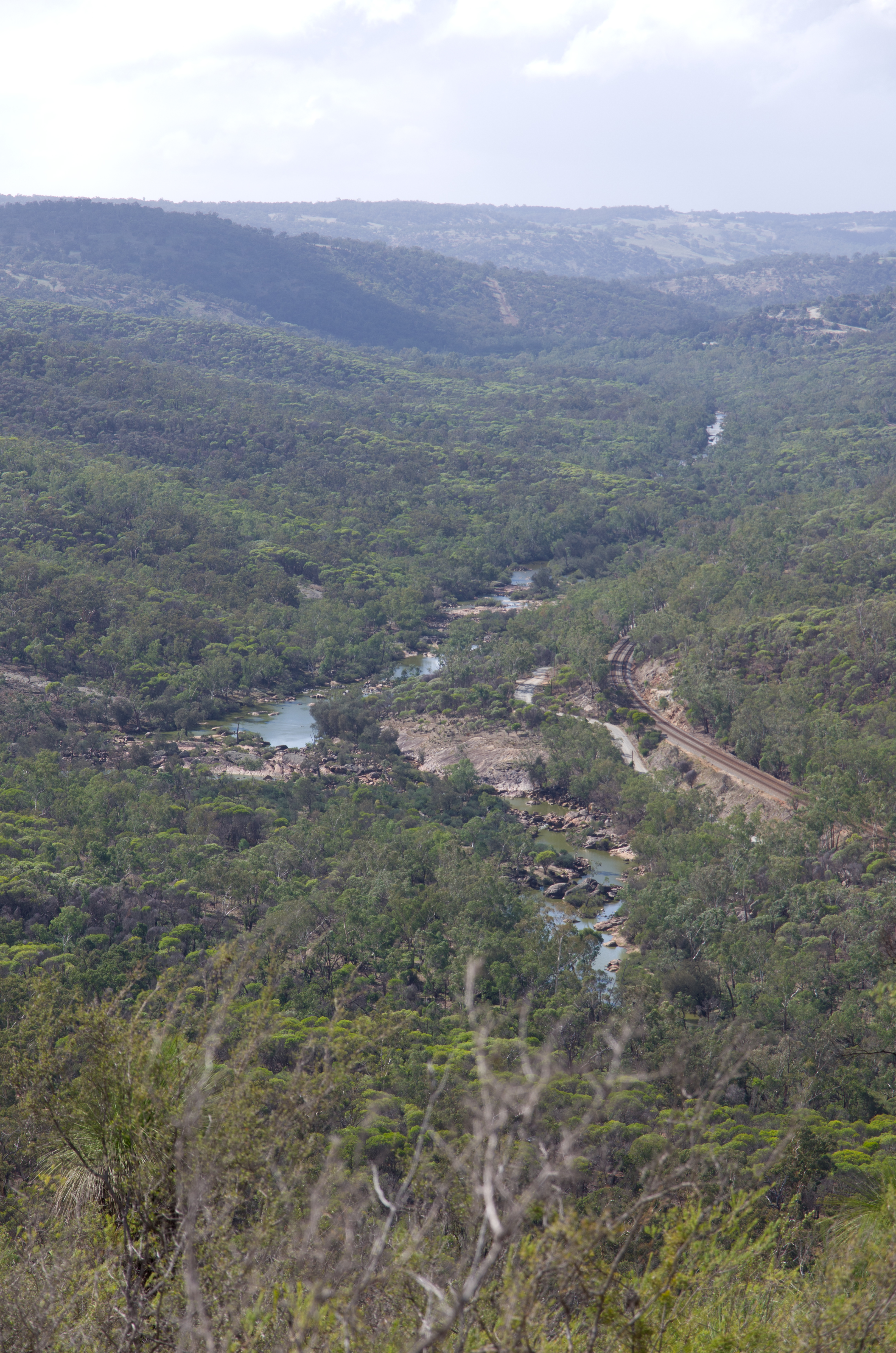